# Sauce de Portezuelo
Pour les articles homonymes, voir Sauce (homonymie).
Sauce de Portezuelo ou Portezuelo est une station balnéaire uruguayenne du département de Maldonado, rattachée à la municipalité de Piriápolis.

## Géographie
Sauce de Portezuelo se trouve au sud-ouest du département de Maldonado, au kilomètre 119 de la ruta Interbalnearia sur les côtes du Río de la Plata. Située à 16 km de Piriápolis et à 18 km de Maldonado, elle est bordée au nord par la localité de La Capuera et à l'est par celle de Ocean Park.

## Démographie
| 1963 | 1975 | 1985 | 1996 | 2004 | 2011 |
| ---- | ---- | ---- | ---- | ---- | ---- |
| 41   | 15   | 19   | 59   | 63   | 128  |